# Making a Good Thing Better (песня)
«Making a Good Thing Better» —  песня австралийской певицы Оливии Ньютон-Джон, записанная для её одноимённого девятого студийного альбома. Она была написана Питом Уингфилд. Она была выпущена в июне 1977 года в качестве ведущего сингла с альбома и достигла 20-го места в чарте Easy Listening и 87-го места в Hot 100.

## Отзывы критиков
В журнале Cash Box высоко оценили песню и отметили, что это одна из самых фанковых композиций в творчестве Ньютон-Джон, настолько, что её минусовка могла бы запросто вписаться в репертуар Ареты Франклин. Алан Льюис из журнала Sounds назвал песню немного беспорядочной.

## Чарты
| Чарты (1977)                      | Высшая позиция |
| --------------------------------- | -------------- |
| США (Billboard Hot 100)           | 87             |
| США (Billboard Hot Country Songs) | 20             |